# Helmut Sakowski
Helmut Sakowski (Jüterbog, 1 de junio de 1924 - Wesenberg, 9 de diciembre de 2005) fue un escritor, político y funcionario, cuya carrera literaria se desarrolló en la República Democrática Alemana. En sus escritos, que abarcaban novelas, relatos, guiones y textos para la televisión, se describían las etapas del desarrollo del socialismo. Después de Die Wende fue más conocido por escribir literatura infantil y juvenil.

## Vida
Pasó su infancia en Turingia y en el año 1942 se afilió en el Partido Nacionalsocialista Obrero Alemán. En 1943 fue hecho prisionero de guerra. Después de su liberación en 1946 trabajó como ayudante de guardabosques y se afilió al PSUA. Entre 1947 y 1949 estudió ingeniería de montes para ser guardabosques. Después trabajó dos años en el Ministerio de Agricultura y Silvicultura. En 1951 se hizo cargo de la oficina forestal de Salzwedel. En 1958 se mudó a Krumke con la intención de disponer de más tiempo para dedicarlo a la literatura. Debido al éxito que obtuvieron sus libros, abandonó su profesión de guarda forestal y se trasladó a Mecklemburgo-Pomerania Occidental. Desde 1973 fue miembro del Comité Central del PSUA, desde 1961 de la Akademie der Künste der DDR y en 1968 vicepresidente de la Asociación Cultural de la RDA.
Falleció en el año 2005 en su residencia de Wesenberg a la edad de 81 años, a consecuencia de una enfermedad cardíaca.

## Reconocimientos
- 1959: Premio Nacional de la RDA
- 1963: Premio Lessing de la RDA
- 1964: Premio Fritz Reuter
- 1965: Premio Nacional de la RDA
- 1968: Premio Nacional de la RDA
- 1969: Literaturpreis des FDGB
- 1969: Literaturpreis des DFD
- 1972: Premio Nacional de la RDA
- 1984: Vaterländischen Verdienstorden (oro)
- 1987: DDR-Hörspielpreis por Schrei der Wildgänse
- 1988: DDR-Hörspielpreis por Die letzte Erbschaft
- 1989: Estrella de la Amistad de los Pueblos

## Obra

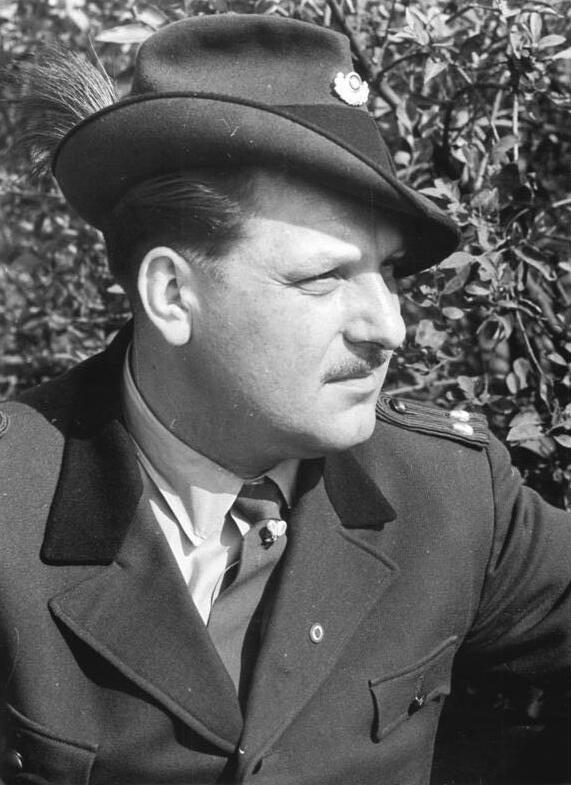
Helmut Sakowski (1959)

### Narrativa
- Zwei Frauen (1959)
- Die Säge im Langenmoor (1960)
- Wege übers Land (1969)
- Zwei Zentner Leichtigkeit (1970)
- Daniel Druskat (1976)
- Verflucht und geliebt (1981)
- Wie ein Vogel im Schwarm (1984)
- Die letzte Hochzeit (1988)
- Mutig waren wir nicht(1990)
- Stiller Ort – Oll mochum (1991)
- Die Schwäne von Klevenow: ein Mecklenburg-Roman (1993)
- Schwarze Hochzeit auf Klevenow (1994)
- Wendenburg (1995)
- Die Erben von Klevenow (2000)
- Ein Herzog in Wendenburg (2000)
- Die Geliebte des Hochmeisters (2004)
- Wege übers Land (2005)

### Literatura infantil y juvenil
- Wie brate ich eine Maus oder die Lebenskerben des kleinen Raoul Habenicht (1987)
- Katja Henkelpott (1992)
- Aber der Mond gehört mir (1993)
- Prinzessin, wir machen die Fliege (1993)
- Katja Henkelpott und die Schlangenkönigin (1995)
- Munzo und ich. Lebenskerben oder Scheidung ist nicht komisch (1996)
- Katja Henkelpott kommt in die Schule (1998)

### Teatro
- Weiberzwist und Liebeslist (1953)
- Die Entscheidung der Lene Mattke (1960)
- Steine im Weg (1962)
- Sommer in Heidkau (1966)

### Radioteatro
- Eine Frau kommt ins Dorf (1959)
- Verlorenes Land? (1960)
- Schrei der Wildgänse (1986)
- Die letzte Hochzeit (1987)

### Otras publicaciones
- Christel Berger (editora): Das Wagnis des Schreibens. Aufsätze, Reden, Reportagen, Briefe und Interviews (1983)
- Künstler und Kulturbund – Kulturbund und Künst. (1985)
- Das Leben eines Revolutionärs. Gustav Szinda erinnert sich. (1989)

### Adaptaciones cinematográficas
- Eine Nacht und kein Morgen (1962)
- Wege übers Land (1968)
- Die Verschworenen (1971)
- Daniel Druskat (1976)
- Verflucht und geliebt (1980/81)
- Wie ein Vogel im Schwarm (1990)